# Taras Senkiw (Bischof)

Wappen

Taras Senkiw OM (ukrainisch Тара́с Се́ньків; * 3. Juli 1960 in Biloboschnyzja, Ukrainische SSR) ist Bischof der Ukrainischen Griechisch-Katholischen Eparchie Stryj in der Ukraine.

## Leben
Taras Senkiw wurde am 28. Mai 1982 von Bischof Pavlo Wasylyk zum Priester geweiht. Seine Priesterausbildung in der Ukraine erfolgte im Untergrund. Zwischen 1989 und 1992 war er in mehreren Pfarreien als Pfarrer und Dekan tätig. 1998 erlangte er an der „Theologischen Fakultät St. Kyrill und Method“ der Palacký-Universität Olmütz (Tschechien) den Master für Theologie. Im Jahr 2000 wurde er zum Spiritual an das Priesterseminar des Bistums Iwano-Frankiwsk berufen. 2002 erhielt er das Lizenziat für Pastoraltheologie und lehrte von 2006 bis 2008 Pastoraltheologie an der Theologischen Akademie in Iwano-Frankiwsk. Am 1. Oktober 2006 legte er sein Ordensgelübde für die Ordensgemeinschaft der Paulaner (Ordenskürzel:OM) ab.

## Bischof
Auf Vorschlag der Synode der Ukrainisch Griechisch-Katholischen Kirche (UGKK) wurde er zum Weihbischof in Stryj gewählt, diese Wahl wurde am 22. Mai 2008 von Papst Benedikt XVI. bestätigt. Gleichzeitig ernannte er ihn zum Titularbischof von Siccenna. Die Bischofsweihe erfolgte am 20. Juli 2008, Hauptkonsekrator war Großerzbischof von Kiew-Halytsch Lubomyr Kardinal Husar. Ihm assistierten die Mitkonsekratoren Bischof Julian Gbur von Stryj, Bischof Mykola Simkaylo von Kolomyia-Tscherniwzi und Erzbischof Volodymyr Viytyshyn von Iwano-Frankiwsk.
Am 20. Januar 2010 wurde er dem erkrankten Bischof Gbur als Apostolischer Administrator sede plena zur Seite gestellt. Nach dem Tod des Diözesanbischofs am 24. März 2011 führte er als Apostolischer Administrator sede vacante et ad nutum Sanctae Sedis die Diözese weiter. Am 2. April 2014 bestätigte Papst Franziskus die Wahl Senkiws zum neuen Bischof von Stryj. Die Amtseinführung fand am 24. Mai desselben Jahres statt.
Er ist Vorsitzender der Bischofskommission für Evangelisierungsfragen in der UGKK.